# 가브리엘 가브리오

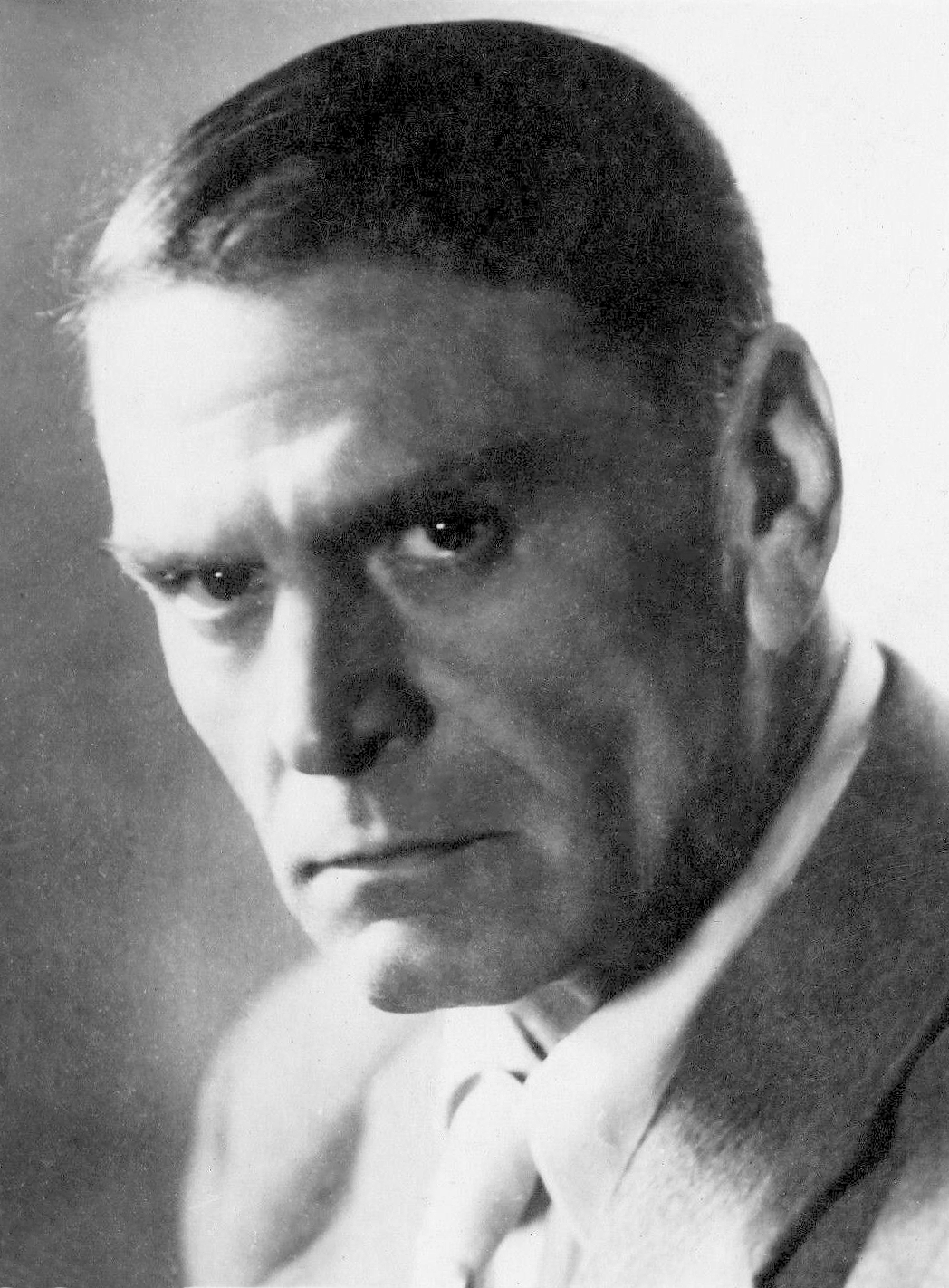

가브리엘 가브리오(Édouard Lelièvre, 1887년 1월 13일 ~ 1946년 10월 31일)는 프랑스의 영화배우, 연극 배우이다.
랭스에서 태어났다.

## 영화
- 밤의 방문객 (1942년)
- 망향 (1937년)
- 더 로드 투 글로리 (1936년)
- 우든 크로시즈 (1931년)
- 레미제라블 (1925년)